# Engelbert Mühlbacher

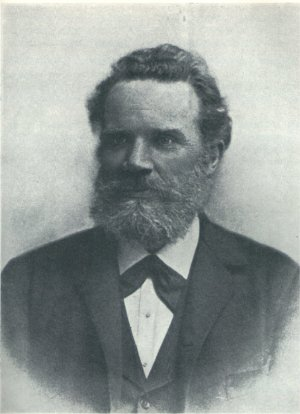
Engelbert Mühlbacher

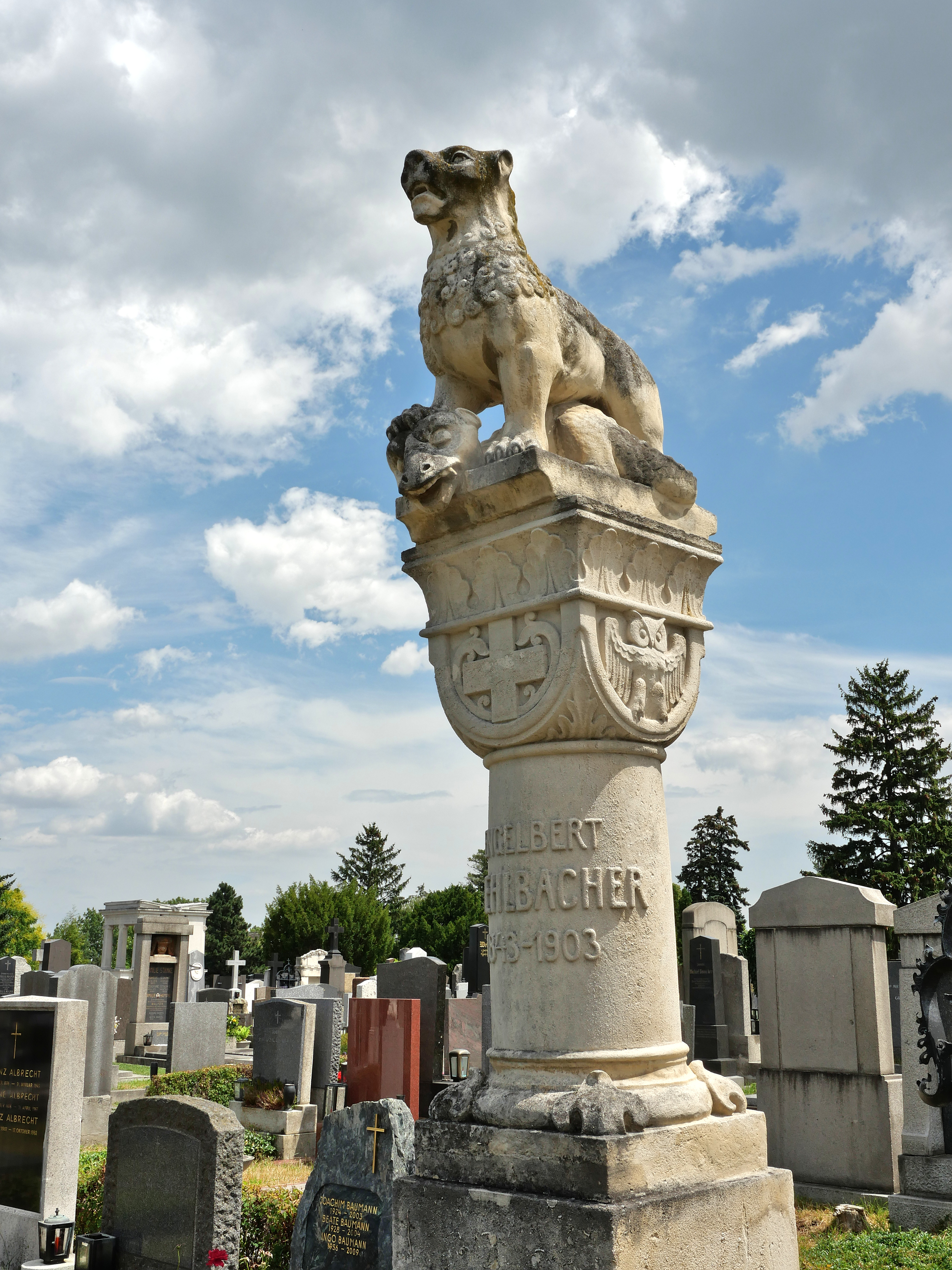
Löwe über einem getöteten Drachen am Grabmal Mühlbachers (2023; nach der Restaurierung)

Engelbert Mühlbacher (* 4. Oktober 1843 in Gresten, Niederösterreich; † 17. Juli 1903 in Wien) war ein österreichischer Historiker und Diplomatiker.

## Leben
Mühlbacher wurde im niederösterreichischen Gresten als Sohn eines Schmieds geboren, doch stammten seine Eltern ursprünglich aus Traunkirchen in Oberösterreich, wo der alte Familienbesitz – ein Eisenhammer – lag, und so fühlte sich Mühlbacher in seinem ausgeprägten Heimatgefühl auch stets als Oberösterreicher. Bis 1862 besuchte Mühlbacher das Gymnasium in Linz, um noch in demselben Jahr als Novize in das Chorherrenstift St. Florian, Linz, einzutreten. Noch während seiner dortigen theologischen Ausbildung befasste er sich intensiv mit historischen Studien, die auch in der Theologisch-Praktischen Quartalsschrift veröffentlicht wurden (Zur ältesten Kirchengeschichte des Landes ob der Enns, 1868; Zur Kritik der Legenden des hl. Florian, 1868). Am 28. Juli 1867 wurde Mühlbacher zum Priester geweiht und war für die nächsten Jahre in der Seelsorge tätig.
1872 nahm Mühlbacher das Studium der Geschichte an der Universität Innsbruck auf, wo Julius von Ficker sein wichtigster Lehrer wurde. Bereits 1874 wurde Mühlbacher mit einer Dissertation promoviert über die „streitige Papstwahl des Jahres 1130“ (gedruckt 1876), denn die kirchenpolitischen Kämpfe des 12. Jahrhunderts fesselten sein Interesse damals am meisten. Anschließend wandte sich Mühlbacher der Diplomatik zu und ließ sich von 1874 bis 1876 bei Theodor von Sickel in Wien ausbilden. Aufgrund von Arbeiten über „die Datierung der Urkunden Lothars I.“ und über „die Urkunden Karls III.“ (gedruckt in den Sitzungsberichten der Wiener Akademie 85/1877 und 92/1879) wurde er 1878 in Innsbruck habilitiert. Darauf wurde er 1879 Herausgeber der neu gegründeten Mittheilungen des Instituts für österreichische Geschichtsforschung (im Folgenden kurz MIÖG). Diese Aufgabe übte Mühlbacher bis zu seinem Tod aus und machte dabei die MIÖG zur wichtigsten historischen Zeitschrift Österreichs.
1881 wurde Mühlbacher außerordentlicher Professor für mittelalterliche Geschichte und historische Hilfswissenschaften in Wien. Wegen seiner unklaren geistlichen Stellung – Mühlbacher war nie formell aus dem Linzer Chorherrenstift ausgetreten, hatte es aber seit den 1870er Jahren nicht mehr aufgesucht und war zudem als Kritiker des Unfehlbarkeitsdogmas von 1870 aufgetreten – musste er bis 1896 auf seine Ernennung zum ordentlichen Professor warten. In demselben Jahr wurde Mühlbacher auch zum Direktor des Instituts für österreichische Geschichtsforschung ernannt.
1891 wurde Mühlbacher in die Zentraldirektion der Monumenta Germaniae Historica (MGH) gewählt. Die Edition der Karolingerurkunden, welche die MGH 1875 zunächst vertagt hatten, wurde 1892 von Mühlbacher übernommen und mit seinen Mitarbeitern Alfons Dopsch und Michael Tangl energisch vorangetrieben. Wenn sich auch der ursprüngliche Plan, innerhalb von zehn Jahren sämtliche karolingischen Herrscher im Gesamtreich bis 840 sowie danach im Ostfrankenreich bis 911 zu edieren, als viel zu optimistisch erwies, lag beim Tode Mühlbachers doch das fast fertige Manuskript der Urkunden Pippins, Karlmanns und Karls des Großen vor.
Mit 59 Jahren erlag er im Juli 1903 einem Herzversagen infolge einer verschleppten Lungenentzündung, auf die er in seinem Arbeitseifer keine Rücksicht genommen hatte.
Engelbert Mühlbacher ruht in einem ehrenhalber gewidmeten Grab auf dem Döblinger Friedhof (Gruppe 30, Reihe 4, Nummer 10) in Wien. 1930 wurde die Mühlbachergasse in Wien-Hietzing nach ihm benannt.

## Werk
Drei bedeutende wissenschaftliche Arbeiten machen das Hauptwerk Mühlbachers aus:
- Die Regesten des Kaiserreichs unter den Karolingern 751–918 verzeichnen Urkunden, Itinerar und weitere Herrschaftsakte (Kapitularien, Reichsversammlungen u. a.) der karolingischen Könige von Pippin bis zu Konrad I., unter Berücksichtigung der früheren Arnulfinger bereits ab Arnulf von Metz. Mit diesem grundlegenden Werk hat Mühlbacher nicht nur das relevante Material fast vollständig erfasst, sondern auch Bedeutendes in seiner kritischen Erschließung geleistet (z. B. in seinem Urteil über Echtheit oder Unechtheit von Urkunden). Als Teil der von Johann Friedrich Böhmer begründeten Reihe der Regesta Imperii wird dieses Werk mit dem Kurztitel „Böhmer-Mühlbacher“ zitiert.
- Mühlbachers Deutsche Geschichte unter den Karolingern wird wegen ihrer Beherrschung des Stoffs, der klaren Darstellung und dem Mut zu prononcierten Urteilen auch heute noch herangezogen.
- Mit den Urkunden Pippins, Karlmanns und Karls des Großen legte Mühlbacher die erste wissenschaftliche und bis heute maßgebliche Edition der Urkunden der drei genannten fränkischen Könige vor. Angesichts dieser Leistung fallen kleinere Mängel der Edition, die bereits damals, auch innerhalb der MGH, kritisiert wurden, weniger ins Gewicht: nämlich dass Mühlbacher darauf verzichtet hatte, die Diktatoren (d. h. die den Text formulierenden Notare) für die einzelnen Urkunden festzustellen, und dass er die Originalurkunden nicht wörtlich abdruckte, sondern bisweilen den Text emendierte und dann an dieser Stelle die Lesart des Originals in eine Anmerkung im textkritischen Apparat verbannte (während es sonst als feste Regel der Diplomatik gilt, Originale unverändert abzudrucken).

## Schriften (Auswahl)
- Urkunden Pippins, Karlmanns und Karls des Großen (= MGH Diplomata Karolinorum. I), Weidmann, Berlin 1906 (Digitalisat).
- Zwei weitere Passauer Fälschungen [zu DD Ludwig das Kind 9 und †84]. In: MIÖG. 24, 1903, S. 424–432.
- Die Treupflicht in den Urkunden Karls des Großen. In: MIÖG. Ergänzungsband 6, 1901, S. 871–883.
- Deutsche Geschichte unter den Karolingern. Cotta, Stuttgart 1896 (Nachdrucke 1959, 1972, 1980, 1999).
- Un diplôme faux de Saint Martin de Tours. In: Léopold Delisle (Hrsg.): Mélanges Julien Havet. Recueil de travaux d'érudition dédiés à la mémoire de Julien Havet, Leroux, Paris 1895, S. 131–148.
- Regesten des Kaiserreichs unter den Karolingern 751–918 (= Regesta Imperii. I), Böhlau, Köln 1889, 2. ergänzte Auflage 1908 (Digitalisat).
- Die Constantinische Schenkung in der deutschen Reichskanzlei. In: MIÖG. 2, 1881, S. 115.